# Gringalet
Jean Marie Brammerel, dit Gringalet, né à Paris le 22 mars 1789 et décédé à Rouen le 26 juin 1845, est un Paillasse du XIXe siècle.

## Biographie
En 1815, il fait des parades place Notre-Dame à Paris, dans un théâtre dépendant de l'ancien Bureau des finances, puis se produit au théâtre des Trois Colonnes, rue du Port. Il devient directeur du théâtre de Décousu, place du Pont-Neuf.
Dans une parade, faisant allusion à Louis XVIII obligé de quitter la France lors des Cent-Jours, il dit : « Moi, je mets à la loterie, et toujours sur le no 18. Il est déjà sorti deux fois ; il sortira, pour sûr, bientôt une troisième. »